# Rivèrenert
Rivèrenert település Franciaországban, Ariège megyében. Lakosainak száma 192 fő (2022. január 1.). Rivèrenert Biert, Encourtiech, Erp, Esplas-de-Sérou, Lacourt, Lescure, Montjoie-en-Couserans, Rimont és Soulan községekkel határos.

## Népesség
A település népessége az elmúlt években az alábbi módon változott:
| Lakosok száma | 298  | 174  | 156  | 174  | 190  | 185  | 170  | 163  | 160  | 192  |
|               | 1968 | 1982 | 1990 | 2006 | 2013 | 2015 | 2017 | 2019 | 2020 | 2022 |